# FN F2000
FN F2000 je jurišna puška bulpap konfiguracije, koju je dizajniralo belgijsko preduzeće FN Herstal 2001. godine. Koristi 5.56x45mm municiju i ima integrisani nišan i bacač granata.

## Varijante
- F2000 Tactical: za razliku od osnovne verzije, nema integrisani nišan;
- FS2000: poluautomatska verzija.

## Korisnici
- Argentina
- Belgija
- Čile
- Hrvatska
- Indija
- Libija
- Pakistan
- Peru
- Poljska
- Saudijska Arabija
- Slovenija